# Atchampet (mandal)
Atchampet (tên chính thức Atchampet H/O Chamarru) là một mandal thuộc huyện Guntur, bang Andhra Pradesh, Ấn Độ. The mandal is located on the banks of Krishna River, at a distance 68 km from the district headquarters. It is bounded by Amaravathi, Krosuru, Pedakurapadu, Bellamkonda and Sattenapalli mandals.